# 弗里肖夫·斯文松
弗里肖夫·斯文松（瑞典語：Frithjof Svensson，1896年6月2日—1961年3月5日），瑞典男子摔跤运动员。他曾代表瑞典参加1920年和1924年夏季奥林匹克运动会摔跤比赛，其中1920年奥运会获得一枚铜牌。